# Franz Koelsch
Franz Koelsch (* 4. Juli 1876 in Eichstätt; † 30. November 1970 in Erlangen) war ein deutscher Arbeitsmediziner.

## Werdegang
Koelsch kam als Sohn des Arztes Robert Kolesch und dessen Ehefrau Therese, geborene Lang, zur Welt. Er legte das Abitur am Kurfürst-Maximilian-Gymnasium in Burghausen ab und studierte Medizin in Erlangen, Berlin und Kiel. Er promovierte 1900 in Erlangen und war von 1901 bis 1908 als praktischer Arzt in Ebnath tätig. Ab 1909 war er Landesgewerbearzt in Bayern. 1919 wechselte er als Ministerialrat in das Bayerische Staatsministerium für soziale Fürsorge und habilitierte sich noch im gleichen Jahr. Nach vierjähriger Lehrtätigkeit als Privatdozent wurde er 1923 zum außerordentlichen Professor für Gewerbehygiene an der Universität München ernannt. Ab 1925 war er zusätzlich Honorarprofessor an der Technischen Hochschule München. Er war Mitglied des Reichsgesundheitsrates (bis 1933), der Hygiene-Kommission des Internationalen Arbeitsamtes sowie des Internationalen Komitees für Arbeitsmedizin.
Ab 1954 war er Honorarprofessor für Arbeitsmedizin an der Universität Erlangen.

## Ehrungen
- 1932: Mitgliedschaft der Leopoldina[1]
- 1955: Großes Verdienstkreuz der Bundesrepublik Deutschland
- 1970: Bayerische Staatsmedaille für soziale Verdienste